# 나카노 노조미
나카노 노조미(일본어: 中野 希望, なかの のぞみ, 1986년 7월 3일~)는 일본의 펜싱 선수로 주 종목은 에페이다. 결혼 후 성은 사토(일본어: 佐藤, さとう)이다. 런던에서 열린 2012년 하계 올림픽에서 여자 에페 개인전에 참가하였으나, 32강에서 탈락하였다.